# Vereinte Nationen Ausbildungszentrum Bundeswehr
Das Vereinte Nationen Ausbildungszentrum der Bundeswehr (VNAusbZBw) bzw. German Armed Forces United Nations Training Centre (GeUNTrgCentre) in Hammelburg wurde am 27. Oktober 1999 in Dienst gestellt und ist die zentrale Ausbildungsstätte der Bundeswehr für die praktische, einsatzvorbereitende Ausbildung für VN-Missionen im Rahmen der internationalen Konfliktverhütung und Krisenbewältigung. Die Dienststelle ist eigenständiger Bestandteil des Ausbildungskommandos.
Ausgebildet werden im VN-Ausbildungszentrum Soldaten aller Dienstgradgruppen, zivile Mitarbeiter der Bundeswehr oder Angehörige ziviler Behörden und Institutionen wie Auswärtiges Amt, Europäische Union, UNO oder Journalisten der Medienhochschulen. Das VN Ausbildungszentrum entstand aus der ehemaligen VIII. Inspektion der Infanterieschule der Bundeswehr, die im August 1994 den offiziellen Auftrag der VN-Vorausbildung erhalten hatte. Die Dienststelle hat den Auftrag, Einsatzerfahrungen zu sammeln, auszuwerten und die entsprechende Expertise für zukünftige Missionen bereitzustellen. Im Rahmen des Auftrages arbeitet die Ausbildungseinrichtung mit einer Vielzahl internationaler Gremien und Dienststellen zusammen.
Um eine möglichst praxisnahe Ausbildung durchführen zu können, stehen auf den Truppenübungsplätzen Hammelburg das „Übungsdorf Bonnland“ und das „VN-Lager Felschental“ und in Wildflecken die „Housing Area“ und die „Hawk-Site“ zur Verfügung.

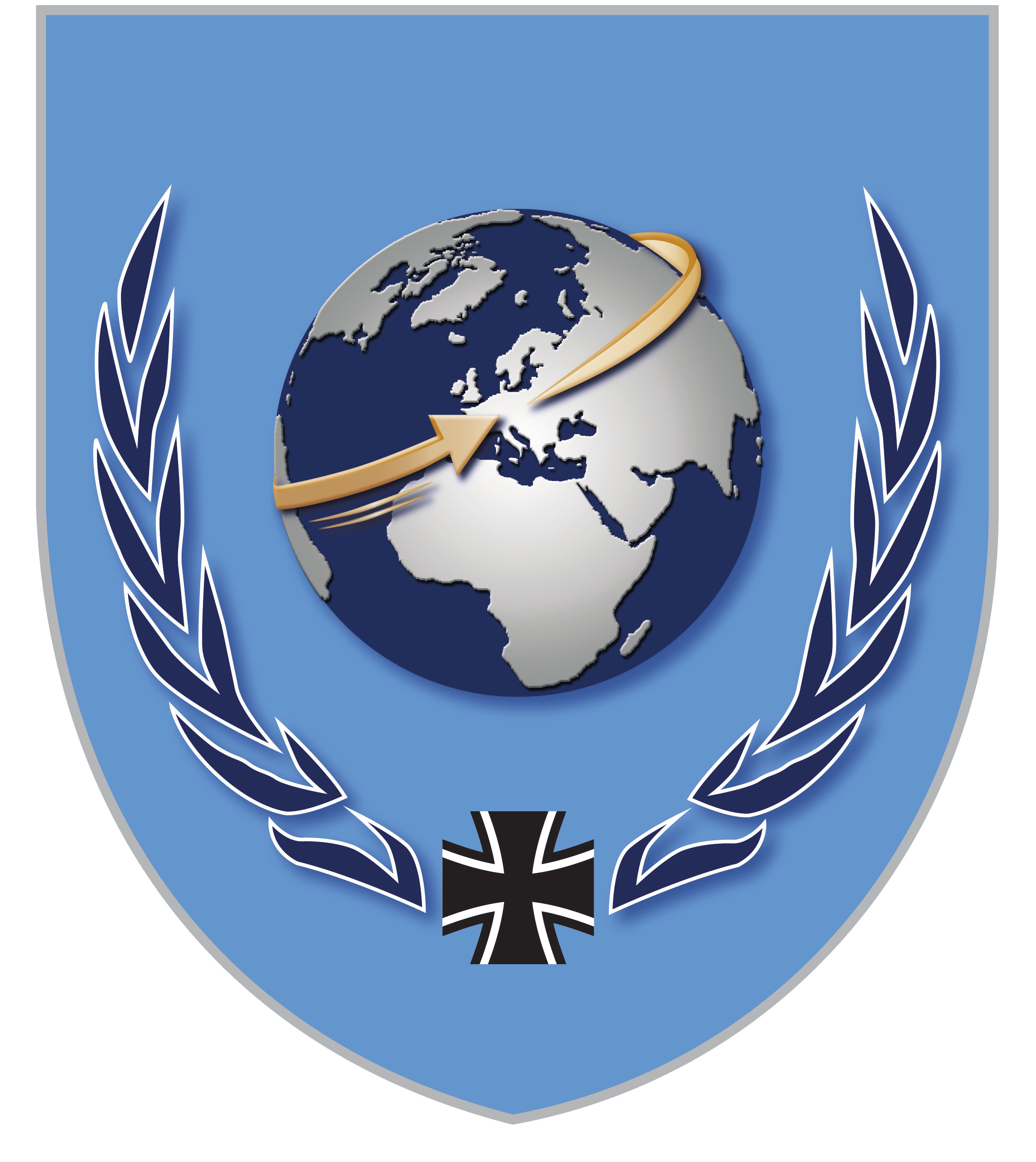
Internes Verbandsabzeichen VN Ausbildungszentrum Bundeswehr

Das Zentrum ist Angehöriger des Kooperations- und Ausbildungsverbundes Fo(u)r Peace Central Europe.

## Gliederung des VNAusbZBw
Kommandeur
- Leiter Stabsgruppe
  - S1 Personal
  - S2 Sicherheit
  - S3 Planung
  - S4 Logistik
  - S6 Informationstechnologie
- Leiter Bereich Lehre/Ausbildung
  - Lehrgangsplanung
  - Kosten- und Leistungsrechnung
  - I. Inspektion  – Internationale Ausbildung
  - II. Inspektion – Nationale Ausbildung (am Standort Wildflecken)
  - Unterstützungskompanie
- Beratergruppe